# Satilla
Satilla es un lugar designado por el censo ubicado en el condado de Jeff Davis en el estado estadounidense de Georgia. En el año 2010 tenía una población de 1,203 habitantes.

## Geografía
Satilla se encuentra ubicado en las coordenadas 31°47′14″N 82°33′52″O / 31.78722, -82.56444.